# Photedes lagunica
Photedes lagunica är en fjärilsart som beskrevs av Ludwig Carl Friedrich Graeser 1888. Photedes lagunica ingår i släktet Photedes och familjen nattflyn. Inga underarter finns listade i Catalogue of Life.